# ТЕС Курайя
25°51′34″ пн. ш. 50°7′5″ сх. д. / 25.85944° пн. ш. 50.11806° сх. д.
ТЕС Курайя — теплова електростанція на східному узбережжі Саудівської Аравії.
В 1989 та 1992 роках на майданчику станції ввели в дію по два однотипні конденсаційні блоки з паровими турбінами потужністю по 610 МВт.
Як паливо станція використовує природний газ, що надходить по трубопроводу UBTG – Курайя.
Технологічні потреби у прісній воді забезпечують за допомогою трьох установок опріснення, які використовують технологію багатостадійного випаровування (Multi Stage Flash) та мають потужність 4 тис м3 на добу. Для охолодження так само використовують морську воду.